# Katastrofa lotu DHL 7216
Katastrofa lotu DHL 7216 – katastrofa podczas lądowania międzynarodowego lotu towarowego z portu lotniczego Juan Santamaria w Kostaryce do portu lotniczego Gwatemala-La Aurora w Gwatemali.
7 kwietnia 2022 r. samolot Boeing 757-27A podczas lotu stracił hydraulikę, a podczas awaryjnego lądowania rozbił się na lotnisku w Kostaryce. Żaden pilot nie został ranny.

## Samolot

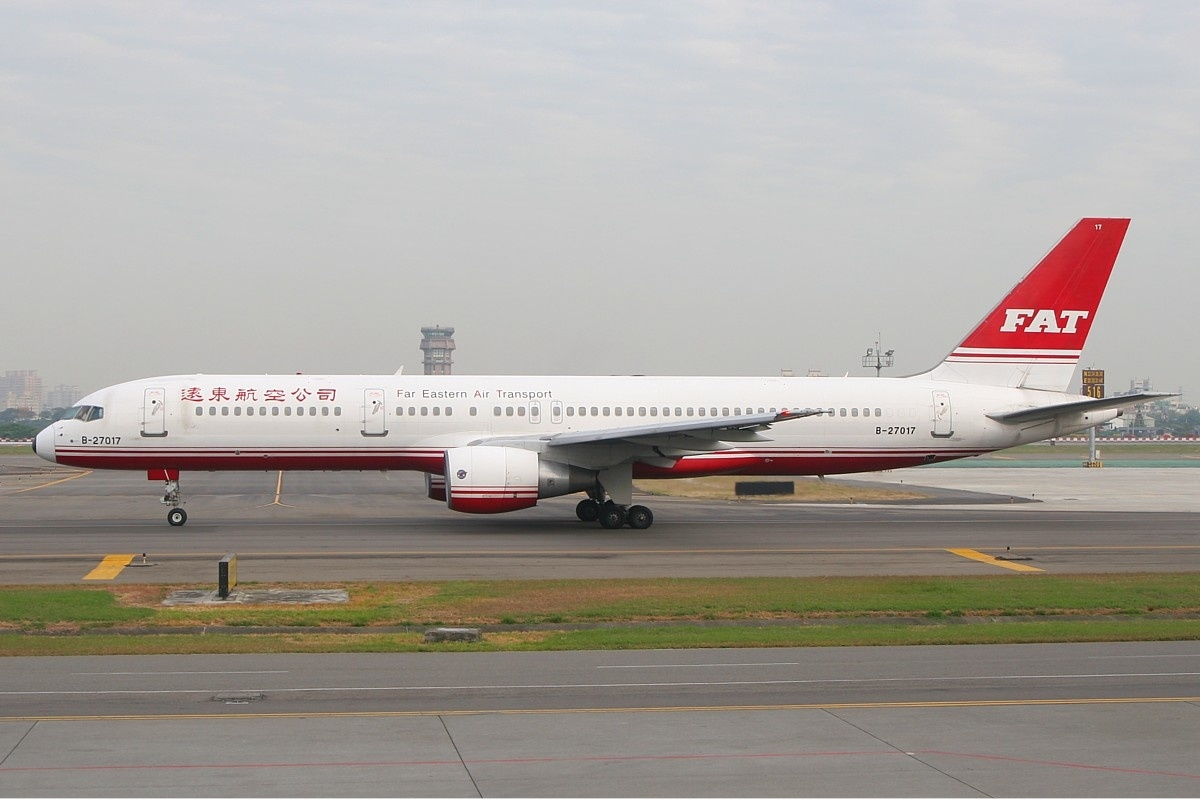
Samolot uczestniczący w wypadku w grudniu 2006 r. na międzynarodowym lotnisku w Kaohsiung

Tym samolotem był 22-letni Boeing 757-27AF z rejestracją HP-2010DAE o numerze seryjnym 29610, dostarczony do DHL w listopadzie 2010 roku.
Samolot został po raz pierwszy dostarczony linii Far Eastern Air Transport w grudniu 1999 roku jako samolot pasażerski. Samolot został wydzierżawiony firmie EVA Air od maja 2002 r. do stycznia 2004 r., po czym powrócił do linii Far Eastern Air Transport. Samolot został wycofany z eksploatacji, a później przekształcony w samolot towarowy w październiku 2010 r.

## Lot

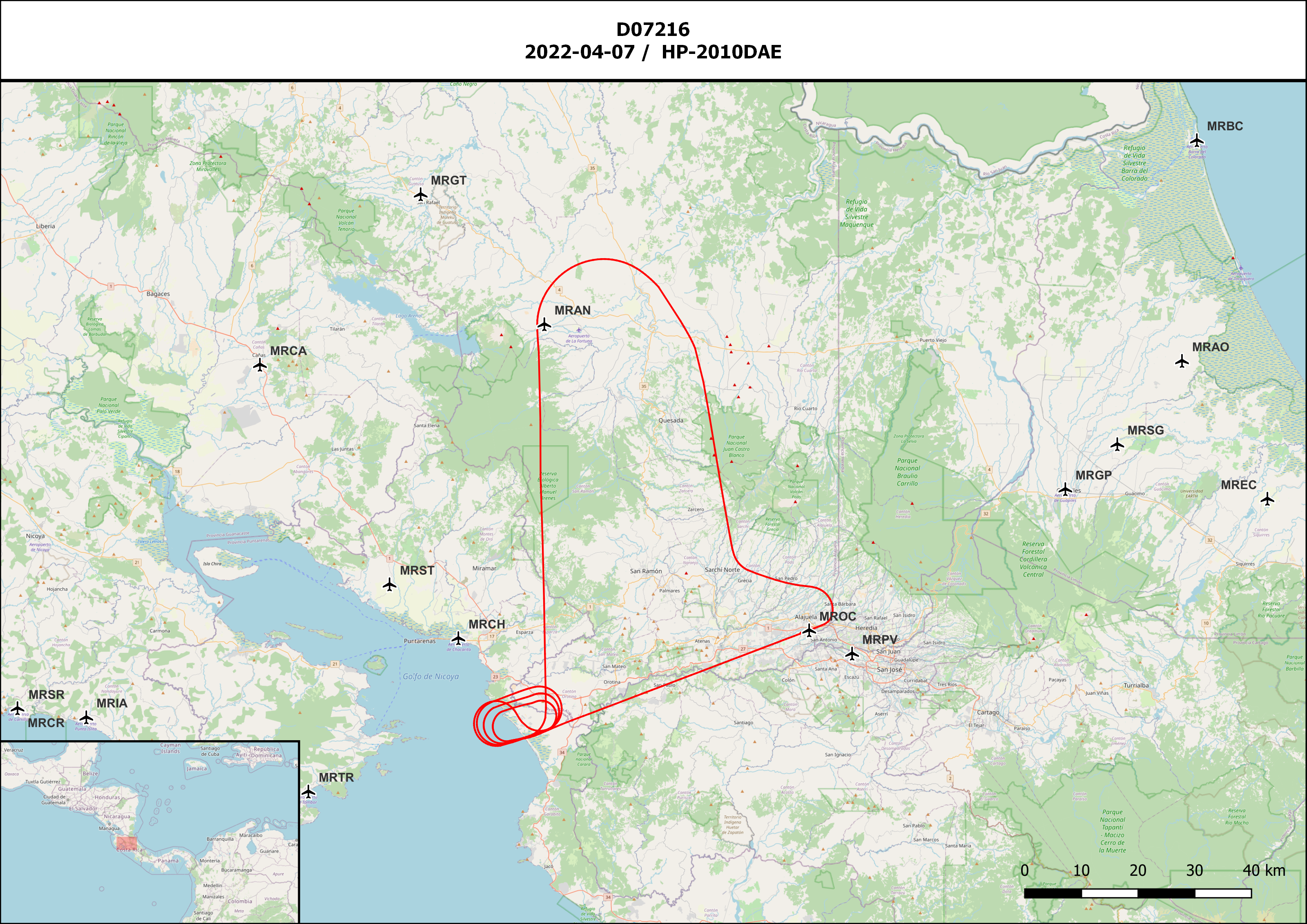
Droga lotu

Samolot wystartował o 9:34 czasu lokalnego z portu lotniczego Juan Santamaria i leciał do portu lotniczego Gwatemala-La Aurora w celu dostarczenia ładunku. Jednak podczas przelotu nad kostarykańskim miastem San Carlos piloci zgłosili awarię dotyczącą problemów hydraulicznych. Z tego powodu piloci podjęli decyzję o powrocie na lotnisko.
Według nagrań wideo nagranych z lotniska samolot wpadł w poślizg, następnie skręcił o 90 stopni w prawo, wpadając do rowu przed kostarykańską remizą straży pożarnej i rozpadając się. Żaden z pilotów nie odniósł obrażeń fizycznych, jednak jeden z nich przeszedł badania lekarskie na wszelki wypadek.